# ميلانيزيون

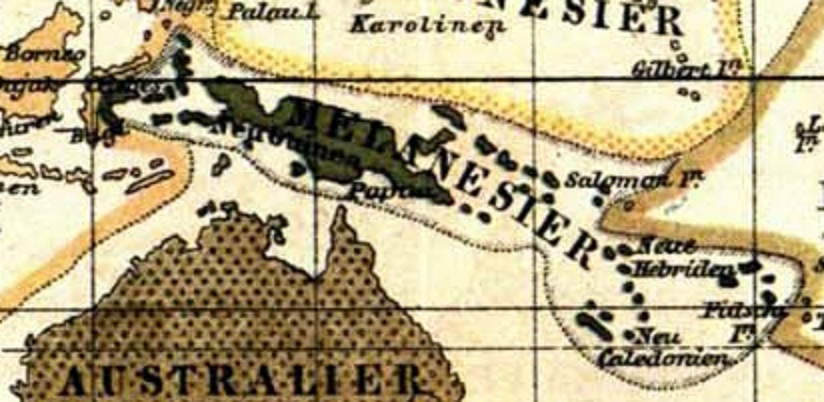
توزيع الميلانيزيين وفقا لموسوعة مايرز Meyers Konversations Lexikon.

الميلانيزيون (بالإنجليزية: Melanesians)‏ هي مجموعة عرقية تمثل مجمل ساكنة منطقة ميلانيزيا، في منطقة واسعة من غينيا الجديدة إلى أقصى شرق جزر فانواتو وفيجي. يتحدث معظمهم إما واحدة من لغات عديدة من عائلة اللغة الأسترونيزية، وخاصة تلك الموجودة في فرع المحيطات، أو من واحدة من العديد من العائلات غير المرتبطة بلغات بابوا. لغات أخرى هي عدة الكريول في المنطقة، مثل توك بيسين، هيري موتو، جزر سليمان بيجين، البيسلامية، وبابوا الملايو.
وجد استطلاع اجري عام 2011 تبين أن 92.1 ٪ من الميلانيزيين يعتنقون الديانة المسيحية.

## الأصل وعلم الوراثة
من المحتمل أن يكون السكان الأصليون لمجموعة الجزر التي تسمى الآن ميلانيزيا هم أسلاف شعب بابوا الحالي. يهاجروا من جنوب شرق آسيا، ويبدو أنهم احتلوا هذه الجزر في أقصى الشرق مثل الجزر الرئيسية في جزر سليمان، بما في ذلك ماكيرا وربما الجزر الصغيرة إلى أقصى الشرق.

## معرض صور

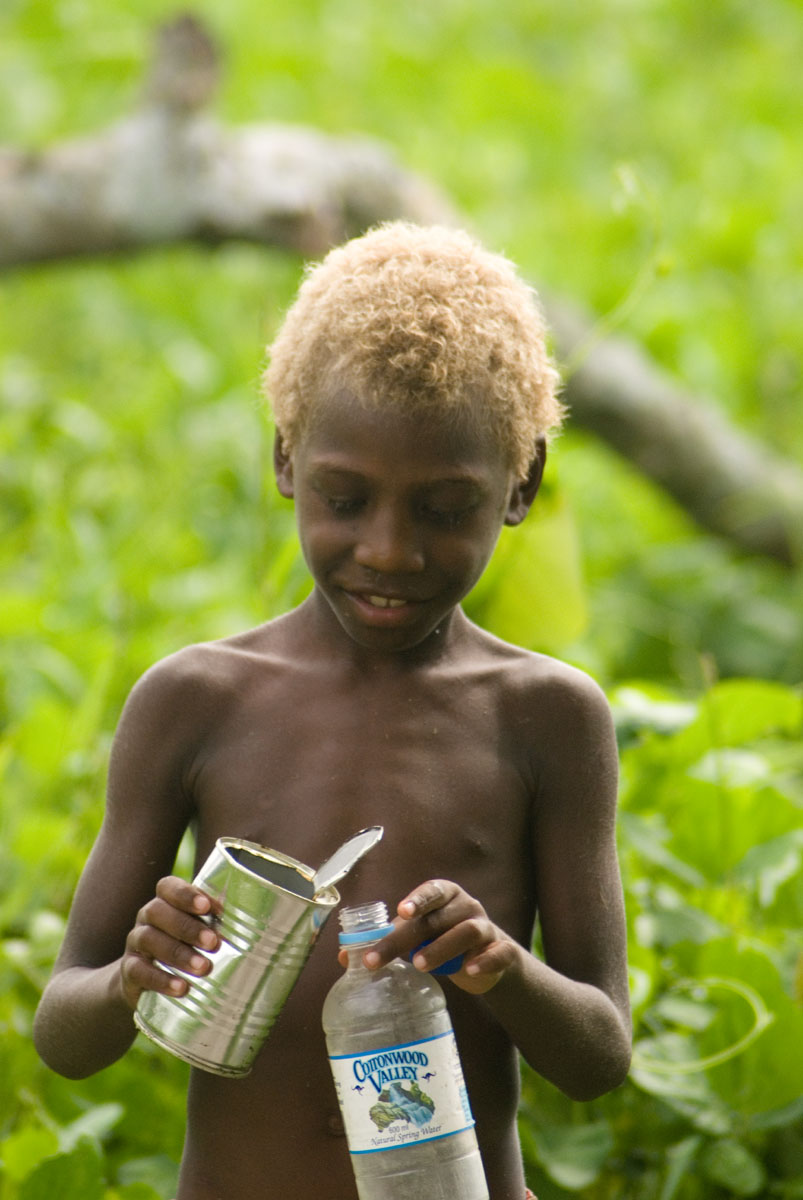
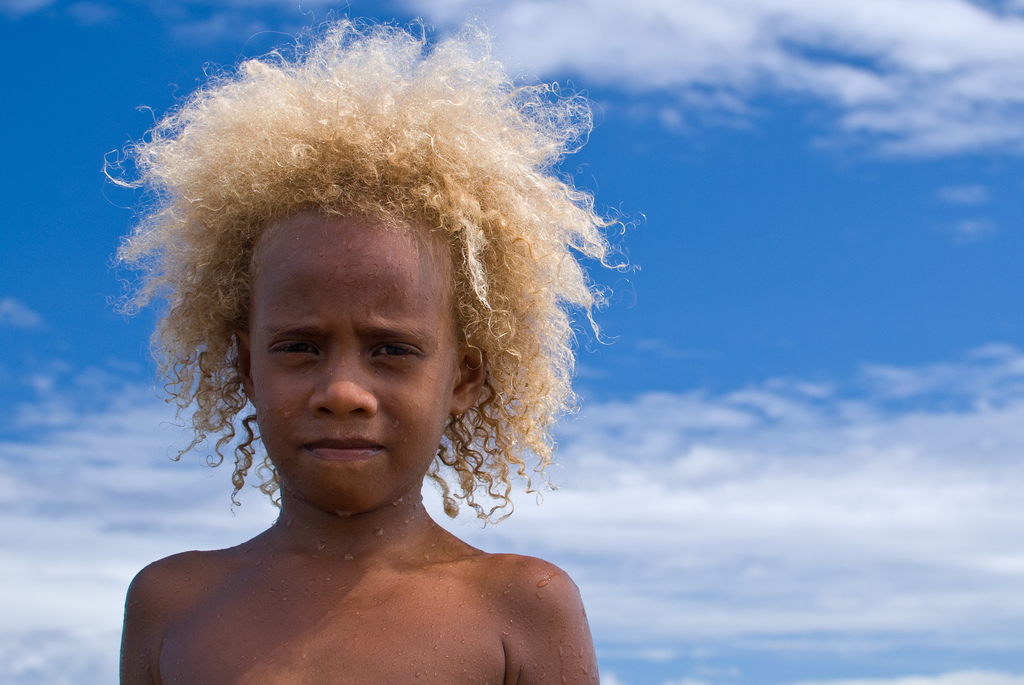
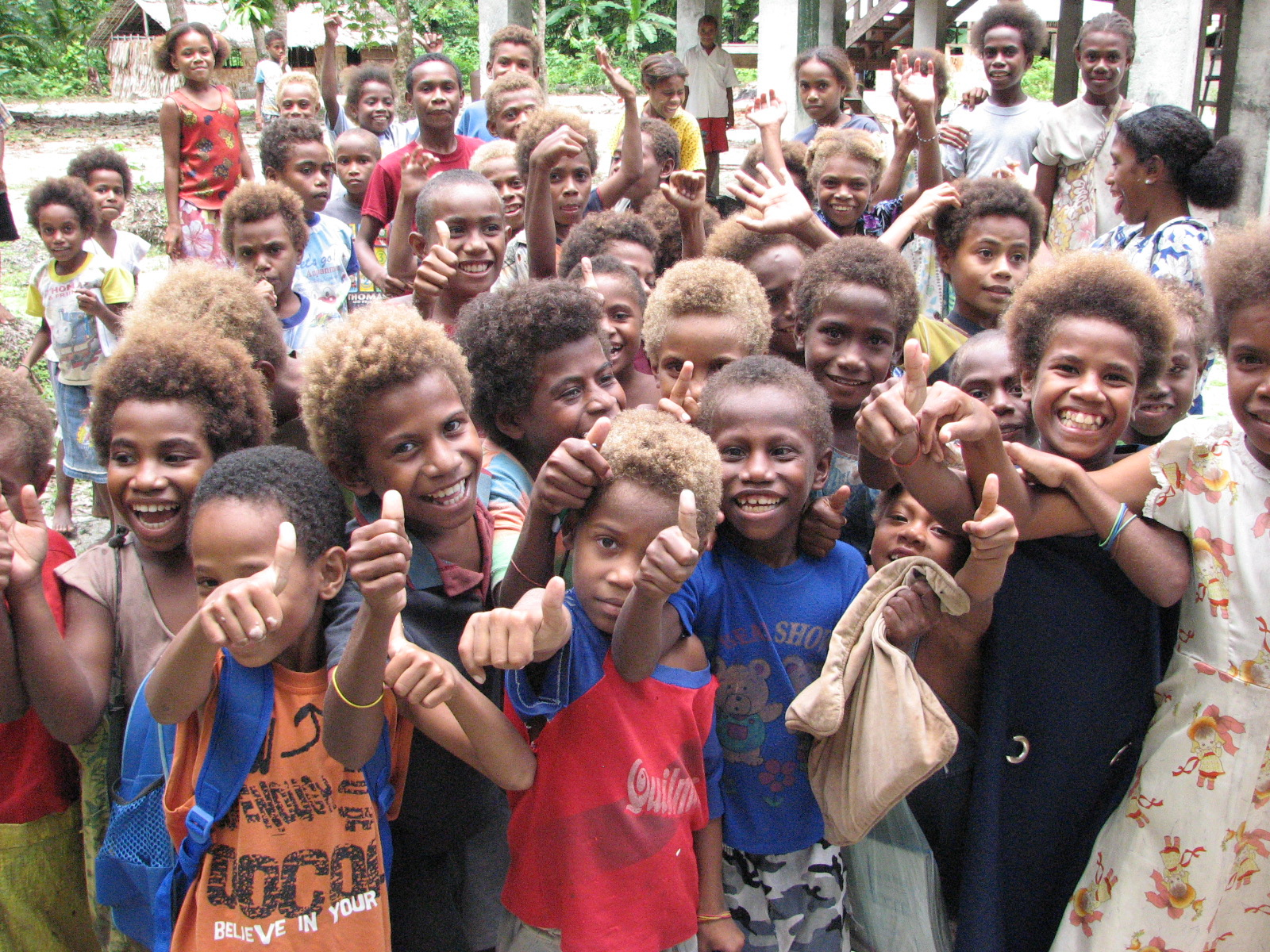